# إيمبيدوكليس (بركان)
إمبيدوكليس (بالإيطالية: Empedocles)‏ هو بركان غائص كبير يوجد على بعد 40 كيلومترا قبالة الساحل الجنوبي لصقلية. يحمل اسم الفيلسوف إمبيدوكليس اليوناني الذي اعتقد أن كل شيء على الأرض يتكون من أربعة عناصر.